# Милан Јевтовић
Милан Јевтовић (Прањани, 13. јун 1993) српски је фудбалер. Игра у нападу. Тренутно наступа за Норвешки Одд. 

## Каријера
Дана 22. јуна 2018. године потписао је трогодишњи (2+1) уговор са Црвеном звездом.Дана 13. јула 2020 године,Јевтовић је на свом Инстаграм профилу најавио да напушта Звезду после две године проведених у Београду и Звезду. 

## Трофеји

### Црвена звезда
- Првенство Србије (1) : 2018/19